# Gerd Schommen
Gerd Schommen (* 16. Dezember 1932 in Mönchengladbach-Pesch; † 3. Juli 2021) war ein deutscher Fußballspieler, -trainer und Funktionär.

## Laufbahn

### Kindheit und Jugend
Schommen wurde 1932 als Sohn eines Bäckerehepaares in Mönchengladbach geboren. Nach dem Besuch der Oberrealschule in Mönchengladbach wurde er während des Krieges evakuiert und besuchte dann das Gymnasium in Aschersleben. Nach dem Krieg schloss er die Schulausbildung an der Zeppelinschule in Lürrip ab. Nach einer Bäckerausbildung arbeitete er bis 1960 im elterlichen Betrieb. Parallel dazu wurde er 1955 Vertragsfußballer bei Borussia Mönchengladbach in der Oberliga. Ab 1965 besuchte er den Fußballlehrerlehrgang in Köln.

### Spieler, bis 1966
Mit 22 Jahren vollzog Gerd Schommen zur Runde 1955/56 den Wechsel vom 1. FC Mönchengladbach aus der Landesliga Niederrhein zum Stadtrivalen Borussia Mönchengladbach in die Fußball-Oberliga West. Am achten Spieltag, den 16. Oktober 1955, debütierte er beim Heimspiel gegen Borussia Dortmund in der Oberliga. Er spielte rechter Außenläufer an der Seite von Franz Wichelhaus und Egmont Kablitz. Das Spiel endete 1:1 unentschieden und die Gladbacher Läuferreihe zeichnete sich dabei besonders im Einsatz gegen den torgefährlichen Dortmunder Innensturm mit Alfred Preißler, Alfred Kelbassa und Alfred Niepieklo aus. Der Ex-Amateur kam unter Trainer Klaus Dondorf in seiner ersten Oberligarunde auf 15 Ligaspiele und die Bökelberg-Elf belegte den elften Rang.
In seinem zweiten Borussen-Jahr konnte Schommen seine Einsätze zwar auf 26 Spiele steigern, von Zufriedenheit konnte aber keine Rede sein, denn Mönchengladbach stellte mit dem negativen Torverhältnis von 39:112 den „ewigen Oberligarekord“ auf und stieg als Tabellenletzter ab. Erst mit dem 15 Spiel – Nachholspiel am 30. Dezember 1956 bei Westfalia Herne – gelang Schommen und seinen Mannschaftskollegen durch ein 1:1-Remis der erste Punktgewinn. Mit 1:29 Punkten und 15:66 Toren schloss man das Jahr 1956 ab und am Rundenende hatte Borussia 27 Spieler zum Einsatz gebracht. Schommen bildete zusammen mit Albert Brülls (25-5), Christian Dohmen (25-0), Egmont Kablitz (26-4) und Ewald Nienhaus (28-6) den überschaubaren Kreis der Stammspieler. Deutlich vor dem Duisburger Spielverein (91 Tore in der Runde 1961/62), Erkenschwick und dem STV Horst (1952/53 und 1958/59 mit jeweils 90 Gegentoren) führt die Mannschaft vom Niederrhein die Rangliste der Gegentore in einer Saison in der alten Fußball-Oberliga West an. Schommen war außerdem Kapitän der Borussia unter den Trainern Fritz Pliska, Bernd Oles, Fritz Langner und Hennes Weisweiler.
In 23 Einsätzen trug Schommen in der 2. Liga 1957/58 dazu bei, dass Borussia wieder umgehend in die Oberliga zurückkehrte. Mit Trainer Fritz Pliska konnte zwei Jahre knapp der Klassenerhalt bewerkstelligt werden. Zur Runde 1960/61 übernahm Bernd Oles das Traineramt und das Team entfernte sich von den Schlussrängen. Gerd Schommen war noch am 7. September 1960 beim überraschenden 2:0-Halbfinalerfolg im DFB-Pokal 1959/60 beim Hamburger SV im Einsatz, zog sich aber am siebten Oberliga-Spieltag bei der 0:3-Niederlage beim VfL Bochum eine langwierige Verletzung zu, die ihn erst wieder am 19. März 1961 aktiv werden ließ. Somit verpasste er das Pokalfinale am 5. Oktober 1960 gegen den Karlsruher SC und auch die Einsätze im Europapokal im November 1960 gegen Glasgow Rangers. Im letzten Jahr der Oberliga West gehörte er der Stammbesetzung von Trainer Fritz Langner mit 29 Einsätzen an und begleitete dabei auch die ersten „Gehversuche“ des Offensivtalentes Herbert Laumen.
Insgesamt absolvierte Gerd Schommen von 1955 bis 1963 in der Oberliga West 140 Spiele und erzielte sieben Tore.
Im ersten Jahr der Fußball-Regionalliga West, 1963/64, organisierte der 31-jährige Routinier in 33 Einsätzen mit drei Toren auf der Mittelläuferposition die Defensive der Borussen-Elf. Gemeinsam mit Torhüter Manfred Orzessek, Kapitän Albert Jansen und Spielmacher Heinz Lowin führte er die Talente Horst-Dieter Höttges, Günter Netzer und Laumen in die Abläufe des Ligafußballs ein. Als mit der Serie 1964/65 der steile Aufstieg der „Fohlen-Elf“ vom Bökelberg unter dem neuen Trainer Hennes Weisweiler begann, absolvierte Schommen lediglich noch drei Spiele. Mit seinem Einsatz am 27. Spieltag, den 28. März 1965, beim 2:2-Remis bei Eintracht Gelsenkirchen, beendete er seine aktive Spielerlaufbahn. Trainer Weisweiler hatte in der Defensive auf die Formation mit Orzessek im Tor, Albert Jansen und Arno Ernst in der Verteidigung, sowie Egon Milder, Schommen und Heinz Lowin in der Läuferreihe gebaut. Zur Runde 1965/66 gehörte er noch offiziell mit einem „Ehrenvertrag“ dem Bundesligakader der Borussen an, er trainierte aber bereits seit 1963 die Gladbacher Amateure und absolvierte 1965 dazu auch erfolgreich die Fußball-Lehrer-Ausbildung in Köln unter Lehrgangsleiter Hennes Weisweiler. Lehrgangskollegen von dem Gladbacher-Urgestein waren Helmut Benthaus, Gyula Lóránt und Udo Lattek.

### Trainer und Funktionär
Im Jahre 1965 wurde Schommen Cheftrainer der gesamten Amateurabteilung. Bis 1978 hatte er diesen Job inne und führte die Amateure von der 1. Kreisklasse kontinuierlich nach oben. Von 1978 bis 1988 war er Cheftrainer der Jugendabteilung. Es schlossen sich acht Jahre als Betreuer und Koordinator an, in denen er als unverzichtbarer Bestandteil der Profimannschaft galt. Er organisierte Trainingsplätze, checkte geeignete Hotels, bereitete Trainingslager vor und war für viele Spieler eine ganz wichtige Bezugsperson. Und mal führte er der Borussia junge Talente zu. Er war bei der Borussia „das Mädchen für alles“. Ehefrau Christa ist ebenfalls mit dem Verein groß geworden, denn ihren Eltern gehörte das VfL-Vereinslokal „Schumacher“ auf der Eickener Höhe.